# Imperi Persa
Imperi Persa és la denominació convencional per anomenar diversos imperis de l'antiguitat en general i més pròpiament pels regits per dinasties perses originades a Pèrsia (aquemènida i sassànida). L'imperi Mede, l'Imperi Selèucida i l'Imperi Part també seran descrits aquí, però com a estats invasors o ocupants de Pèrsia, no pròpiament perses, encara que n'adoptessin els costums i tradicions.

## Història

### Imperi Mede (700 aC-549 aC)

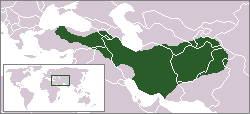
L'imperi Mede en la seva màxima expansió

L'imperi Mede va ser fundat vers l'any 700 aC per Deioces de Mèdia i enderrocat per la dinastia aquemènida encapçalada pel net del llavors rei Astíages de Mèdia, Cir II el Gran l'any 550 aC.
Els dominis de l'imperi foren estenent-se fins a assolir els territoris de l'Orient Mitjà antic, agrupant els principals centres culturals de l'antiguitat. En l'època de màxima esplendor, vers l'any 450 aC, englobà Grècia, Mesopotàmia, Canaan, Àsia Menor, Egipte, Armènia i les ribes dels riu Indus i l'Oxus (hui Amudarià)

### Imperi Aquemènida (550 aC-330 aC)

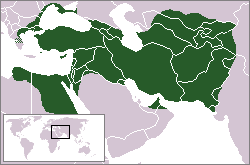
L'imperi Aquemènida en temps de Darios I el Gran

La dinastia Aquemènida va ser la primera dinastia persa que governà l'imperi. Fou fundada suposadament per Aquemenes i els membres de la dinastia van ser els reis dels perses, primer sota l'imperi Mede i després com a imperi Persa. El seu fill (segons Heròdot) era Teispes el qual tingué dos fills: Ariaramnes i Cir. A la seva mort, Ariaramnes va rebre el títol de rei de tots els perses i Cir el de rei d'Anshan, fundant així dues línies dinàstiques diferents. El primer membre de la dinastia que assolí el tron va ser Cir II el Gran (de la línia de Cir), el qual, després d'enderrocar l'imperi Mede estengué els seus territoris per tot l'Iran i bona part de Mesopotàmia. Fou succeït (530 aC) pel seu fill Cambises II de Pèrsia. Cambises conquerí Egipte cap al 525 aC. Els perses aconseguiren l'aliança amb els beduïns i aquests els donaren pas a les tropes. Segons Heròdot, un cop mort el faraó (Amasis II) els mercenaris grecs contractats pel difunt sobirà van trair-los i així els perses van aconseguir la victòria. Mentrestant el germà de Cambises, Smerdis accedeix al tron (és molt probable que en realitat no fos ell sinó un imitador (el mag Gaumata), ja que Cambises ordenà abans d'anar a Egipte que el matessin per por que aquest li prengués el tron). Quan Cambises se n'assabentà, tornà a Pèrsia per expulsar l'usurpador, però veient que no podria acabar amb la revolta es va suïcidar. Gaumata va continuar governant en nom de Smerdis fins que l'any 521 aC Darios I el Gran el va assassinar i es va proclamar rei, fent així que la línia de Cir fos substituïda en el govern per la d'Ariaramnes.
Darios I va ser, probablement, el rei persa (521-486 aC) més important de la dinastia aquemènida. Quan va pujar al tron es van produir diverses rebel·lions per part dels nobles que volien arrabassar-li el títol de rei de Pèrsia, però van ser sufocades en poc més d'un any. Un cop refermada la seva posició, va emprendre una sèrie de reformes administratives, la més destacable és probablement l'organització de l'imperi en 20 satrapies i la construcció d'una nova capital, Persèpolis substituint a Pasàrgada, l'antiga capital. També va conquerir Tràcia oriental (514 aC), assolint així la màxima expansió de l'imperi sota el govern aquemènida. Tot i això aquesta no va ser una conquesta completa, ja que no va aconseguir derrotar del tot els escites. Després de la Revolta Jònica Darios I va decidir revenjar-se de les polis gregues i així l'any 492 aC va enviar un exèrcit comandat per Mardoni, iniciant-se així la primera de les guerres mèdiques que acabaria amb una desastrosa derrota persa en mans dels hoplites grecs.
Darios I va morir a l'edat de 54 anys, quan es preparava per encapçalar una expedició contra les ciutats gregues.
Va ser succeït per Xerxes I. Després de reprimir les revoltes que hi va haver a la mort de Darios, Xerxes va iniciar la segona guerra mèdica volent recuperar l'honor perdut a la primera. La segona guerra mèdica va acabar amb la derrota persa, primer a la batalla de les Termòpiles, després a la de Salamina i finalment, quan Xerxes tornà a Pèrsia i derrotà amb l'usurpador Samoserba a Babilònia va assabentar-se que l'exèrcit persa havia estat derrotat definitivament a la batalla de Platea.
Xerxes va ser assassinat per un capità de la guàrdia l'any 465 aC i vingué un període de la dinastia amb un govern força dèbil a l'Imperi, caracteritzat per la brevetat dels regnats o la poca activitat dels governants, el qual podria ser considerat com l'inici de la decadència aquemènida. Després se s Darios II (423- †404 aC) de Pèrsia, durant el regnat del qual es van produir diverses revoltes, algunes amb ajuda estrangera (Atenes, principalment) i fins i tot dirigides pels seus familiars propers. Darios II va ser succeït per Artaxerxes II de Pèrsia.
Tot i que només pujar al tron Egipte es va independitzar (i el rei no faria cap intent de recuperar-lo fins a l'any 379 aC, intent en el qual els perses foren rebutjats) Artaxerxes II va ser en general un governant fort que va saber administrar bé l'Imperi. Va reprimir les nombroses revoltes que es van produir i va vèncer una guerra contra els estats grecs apropiant-se així, a instigació d'Antàlcides d'algunes illes i ciutats gregues. Va fortificar Ecbàtana i va fer diverses construccions arreu de l'Imperi, sobretot a la capital. Artaxerxes va nomenar hereu de la dinastia a Artaxerxes III Ocos. A partir d'aquest els governants que se succeïren foren mediocres i es limitaren a reprimir les successives revoltes de l'imperi fins a arribar a Darios III de Pèrsia, el qual fou derrotat per Alexandre el Gran.

### Imperi Selèucida (312 aC-64 aC)

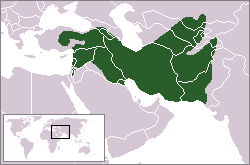
L'Imperi Selèucida l'any 323

A la mort d'Alexandre, el seu imperi es va disgregar i el territori ocupat per l'antic imperi Aquemènida fou substituït per l'Imperi Selèucida, que era dirigit pels antics governants d'aquest territori, anomenats diàdocs (que van dirigir les diverses segregacions de l'imperi d'Alexandre quan es va desmembrar). Un d'ells era Seleuc I Nicàtor, el fundador de l'imperi i de la dinastia d'on ve el nom.
Els governants de l'imperi eren grecs, culturalment parlant, i van tenir un paper molt important en l'hel·lenització dels territoris pertanyents a l'imperi i més enllà. L'Imperi Selèucida tingué dues ciutats principals Antioquia i Selèucia del Tigris (la qual va ser fundada per Seleuc) des d'on es controlava la ruta de la seda. La història de l'imperi és una decadència continuada fins a Antíoc III el Gran, que va recuperar Mèdia, Armènia i va obtenir brillants victòries contra els grecs i els parts. Després del seu regnat l'imperi va tornar a recaure en una profunda decadència de la qual ja no en sortiria fins a la caiguda a mans de Gneu Pompeu Magne l'any 64 aC, quan cau l'últim reducte selèucida a Síria (les províncies perses passaren als parts). L'Imperi Selèucida fou un imperi multicultural, cosa que provocà en bona part la seva caiguda. Per poder controlar-lo, doncs, van haver d'exercir el seu poder de forma molt semblant als seus antecessors aquemènides.

### Imperi Part (249 aC - 231 dC)

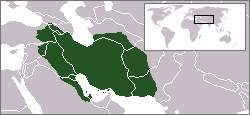
Màxima expansió de l'imperi part

Els parts eren un poble originari del sud de la mar Càspia inicialment anomenats parnis. No va ser fins que no van envair als selèucides la regió persa de Pàrtia que no van rebre el nom de parts. Aquí s'explicarà únicament la història des de la conquesta dels territoris perses de l'Imperi Selèucida (inclosa Pàrtia) per Arsaces I cap a l'any 249 aC, fundador de la dinastia arsàcida (la primera i l'única dinastia regnant de l'Imperi Part), és a dir quan es podria considerar que l'Imperi Part fou pròpiament persa.
Teòricament Arsaces I hauria estat succeït pel seu germà Arsaces II, però historiadors moderns dubten fins i tot de la seva existència. En cas que realment existís, el seu successor seria Artaban I, el qual l'any 209 aC l'emperador selèucida Antíoc III dugué a terme la invasió de Pàrtia, ocupant la capital Hekatompilos, i obligant a Artaban a acceptar la rendició i fent que els territoris parts depenguessin altre cop del Selèucida, però s'independitzaren poc temps després, un cop mort Artaban sota el mandat del seu fill Fraapatios i comença així l'Imperi Part.
Fraapatios fou succeït pel seu germà Fraates I (181 aC - 173 aC), però el que fou realment important va ser el seu altre germà, Mitridates el Gran. Mitridates el Gran l'any 164 aC envaí Atropatene, i Baccassis, el sàtrapa de la regió reconegué la seva autoritat. L'any 162 aC imposà els dominis del sud de l'Iran i l'any 148 aC prengué tota Bactriana excloent l'Indus i Kabulistan fins a eixamplar la frontera a l'Eufrates i el Tigris. El fill de Mitridates, Fraates II, continuà les conquestes derrotant els selèucides, però morí lluitant contra una gran invasió dels escites saces. Artaban II i Mitridates II acabaren amb l'amenaça escita i Mitridates els obligà a fer-se'n vassalls alhora què es proclamà Sahanu Sahi (Rei de reis) títol del qual més tard en derivaria el Shahansha sassànida. Durant el seu regnat es produí una guerra civil entre ell i Gotarces I de Pàrtia. Mort Mitridates (87 aC), el seu tiet Maukisres es proclamà rei de Pàrtia. Maukisres continuà la guerra civil, continuada des de l'any 80 aC pel seu fill Orodes I. La guerra continuà fins que Sanatroces I de Pàrtia, germà del difunt rei Fraates II s'alçà i derrotà tant Orodes com Maukisres, governant associat amb el seu fill (Fraates III de Pàrtia) fins a la seva mort (69 aC), quan Fraates governà ell sol. A la caiguda de la Síria selèucida per part de Gneu Pompeu Magne, l'Imperi Part es convertí en el més gran enemic de Roma a la zona, disputant-se sobretot Armènia, la qual cosa produí nombroses guerres frontereres.
Llavors vingué un període força inestable fins al regnat d'Orodes II de Pàrtia (52 aC- 37 aC). N'és destacable la gran victòria sobre l'exèrcit romà a la batalla de Carrhae (53 aC), que establí la frontera entre l'Imperi Part i el Romà a l'Eufrates, aconseguida en gran manera per la superioritat de la cavalleria parta (vegeu més avall). Orodes abdicà en favor del seu fill Fraates IV de Pàrtia després d'haver estat derrotat diverses vegades per les forces romanes. Fraates IV intentà ocupar Armènia elevant al tron com a rei pretendent a un membre de la dinastia arsàcida, sense èxit, ja que fou assassinat poc després. Durant el seu regnat, gràcies a la mediació d'Agripa, foren retornades a Roma les àguiles i els presoners de la batalla de Carrhae. Fraates fou assassinat pel seu fill Fraates i començà un seguit de reis efímers: Fraates V de Pàrtia (2 aC- 5), Orodes III de Pàrtia (5-7), Vonones I de Pàrtia (8-10 de l'any 13 al 18 fou també rei d'Armènia) fins a arribar a Artaban III de Pàrtia (10-42) que expulsà a Vonones del tron durant una breu guerra civil i amb el suport de la noblesa fou elevat al tron. Artaban fou succeït pel seu fill Vardanes, però el seu germà adoptiu Gotarces entrà en guerra civil amb ell fins a l'assassinat l'any 46 de Vardanes, quan es proclamà Rei de reis. L'any 49, es presentà com a pretendent al tron Meherdates de Pàrtia, però fou enganyat i derrotat. Gotarces continuà al tron fins a l'any 51, quan morí sense descendents. Els nobles proclamaren Vonones II, que era rei de la Mèdia Atropatene, rei de reis, però morí al cap de dos mesos i fou succeït per Vologès I (51-77), el seu fill. Vologès mantingué durant gairebé tot el seu regnat (51-65) un conflicte amb Sanabares de Pàrtia, pretendent al tron. Sanabares dominà la zona nord-oriental de Pàrtia enfront a Vologès fins a l'any 65, any en què finí. Durant el regnat de Vologès, es reclamà de nou el regne d'Armènia per als parts i després de diverses incursions, Vologès instaurà el seu germà, Tiridates al tron, tot i que després de la campanya del general Corbuló es veié obligat a fer-se vassall de Roma. Osroes I de Pàrtia (105-129) succeí al seu germà, alhora germà de Vologès I, Pacoros I de Pàrtia, quan aquest morí. "Heretà" del seu predecessor una guerra civil amb l'altre pretendent al tron, Vologès III de Pàrtia, amb el suport de bona part de l'aristocràcia, governà les regions orientals de l'imperi. Però llavors, amb l'Imperi Part en la que seria una llarga guerra civil, Roma entrà en guerra amb Pàrtia. La raó fou el fet que Osroes deposà el rei d'Armènia Axidares i elevà al tron a Partamasiris. Roma considerà que això era un trencament a la pau firmada entre ambdós imperis a la campanya de Corbuló i no va trigar a declarar la guerra a l'Imperi Part. L'imperi, totalment afeblit no va poder oposar resistència a les poderoses i ben organitzades legions romanes. Així Roma, sota el mandat de Trajà, s'annexà Armènia com a província romana. L'imperi Romà continuà el seu avenç i penetrà profundament en territori part, baixant pel riu Tigris, ocupant Hit, Babel i altres ciutats fins a arribar al golf pèrsic. Totes aquestes regions van esdevenir província romana (Mesopotàmia). Mentrestant, Mitridates IV, germà d'Osroes, es proclamava rei juntament amb el seu fill Sanatroikes II, però no pogueren resistir als romans. Trajà va entrar a Selèucia del Tigris i a Ctesifont el 116, quan el rei Osroes I ja havia fugit. Els romans proclamaren rei Partamaspades, volent Trajà convertir l'Imperi Part en un estat titella i acabar finalment amb l'enemic principal de Roma a l'Orient. Trajà, però, morí l'any 117 i Partamaspades, sol i sense cap mena de suport ni dins del país que governava ni des de l'estranger mort el seu principal valedor hagué de fugir a Roma, on li fou concedida la governació de la província d'Osroene. Mort Osroes (129) la noblesa parta s'inclinà pel reconeixement de Vologès III que dominava la part oriental de l'imperi. No obstant això, Mitridates IV s'alçà en armes i durant 20 anys va dominar algunes regions occidentals, però fou mort l'any 140 durant un atac a la província romana de Commagena. Llavors la noblesa dona el seu suport a Vologès III per ser rei de la Pàrtia unificada un cop acabada la guerra civil. Vologès IV (147-191) successor de Vologès III envaí Armènia l'any 161 i deposà el seu rei, Sohemo, favorable a Roma i instaurà Pacoros al tron armeni. L'any 163 Marc Aureli envià al general Estaci Prisc, que ocupà Artàxata i feu fugir a Pacoros restaurant Sohemo al poder altre cop. En els següents anys, els romans ocuparen Osroene entraren a Mesopotàmia creuant l'Eufrates i després el Tigris i arribaren a Susa. Selèucia del Tigris i Ctesifont foren ocupades. En acabar la guerra Armènia, Osroene i Adiabene quedaren sota propietat romana. El successor de Vologès IV, el seu fill Vologès V (191-208) va intentar recuperar el territori i el prestigi perdut en l'anterior guerra i així els exèrcits parts penetraren a Mesopotàmia (193) i la van arrabassar als romans que només conservaren la part occidental de la província, Osroene. Dos anys més tard Septimi Sever recuperà Mesopotàmia de les mans dels parts. L'any 197 els romans conqueriren Ctesifont i Selèucia del Tigris altra vegada. La guerra amb els parts continuà fins al 202 i va acabar amb Mesopotàmia sota control romà, augmentant la província romana homònima.
L'últim rei de Pàrtia fou Artaban V de Pàrtia el qual, després d'haver vençut els romans en una guerra guanyant cinquanta milions de dracmes fou enderrocat per Ardashir I de Pèrsia de la dinastia sassànida, el qual refundà l'Imperi Persa i les seves tradicions.

### L'imperi Sassànida (226-651): Apogeu i fi de l'imperi

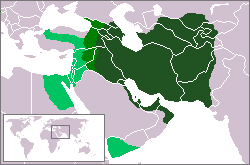
La màxima expansió de l'imperi Sassànida vers l'any 610

La dinastia sassànida fou la segona dinastia pròpiament persa que governà l'imperi. Recuperaren moltes tradicions i costums del període aquemènida i igualment intentaren (amb èxit) aconseguir l'esplendor d'aquest període. La dinastia fou fundada per Sassan, sacerdot dels temple d'Anahita. Artaxerxes I, membre de la dinastia, i de bon principi aliat del rei part, Artaban V de Pàrtia, s'alçà en armes en contra d'ell i l'enderrocà, elevant-se ell al poder, proclamant-se Shahansha i instaurant així l'imperi Sassànida. Ardashir inicià una expansió cap a l'est i també a Armènia i les províncies veïnes, però no fou fins que pujà al tron el seu fill Sapor I que no començà la veritable expansió de l'imperi, produint-se així les primeres guerres contra l'Imperi Romà amb grans victòries dels perses per sobre dels romans culminant en la batalla d'Edessa, el desastre més gran de la història militar romana. Sapor fou un governant tolerant amb totes les religions de l'imperi, a diferència dels seus successors. Els emperadors que seguiren a Sapor en la direcció de l'imperi foren dèbils i perderen territoris (com ara Armènia) en favor de Roma.
La història del període sassànida se sol dividir en tres parts: la primera edat d'or, l'era intermèdia, i la segona edat d'or. La primera edat d'or comença i acaba amb el regnat de Sapor II. Sapor derrotà als àrabs de les zones més meridionals de l'imperi i començà a expandir-se per l'imperi Romà. Aquestes incursions, però, quedaren frenades pels atacs nòmades a l'oest de l'imperi i, com que el seu exèrcit era massa petit per mantenir tant de territori, es veié obligat a firmar un tractat de pau amb Constantí II on ambdós pactaven no atacar-se l'un a l'altre durant un determinat període. Un cop derrotats els nòmades, part de l'Àsia central passà a ser província sassànida i així, amb forces renovades tornà a atacar a Roma, arrabassant-li cinc províncies en la guerra (entre elles Armènia, sempre en constant disputa entre perses i romans). Quan morí Sapor II finalitzà la primera edat d'or, havent deixat l'imperi més poderós que mai ho havia estat amb un sistema administratiu i polític eficaç, un exèrcit fort i potent i un gran prestigi entre els altres països. Quan finalitzà la primera edat d'or començà, amb el regnat del seu germanastre Ardashir II, començant així l'anomenada era intermèdia, un període de certa estabilitat que durà des de la mort de Sapor (379) fins a la segona coronació de Kavadh I (498). L'era intermèdia es caracteritza per ser un període de continuïtat de les obres de Sapor, amb bons governants, però poc destacables pels seus fets.

## Llengua persa

Localització dels parlants de persa al món.

El persa (فارسی Fārsi) és una llengua indoeuropea parlada a l'Iran, l'Afganistan, el Tadjikistan, l'Uzbekistan, Bahrain, l'Iraq, l'Azerbaidjan, Armènia, Geòrgia, el sud de Rússia i països veïns. Deriva de la llengua dels perses, la llengua dels aquemènides. És de la família de llengües indoàries, és una pluricèntrica i la gramàtica és similar a la de moltes llengües europees contemporànies.
Des de la conquesta islàmica, el persa s'escriu amb l'alfabet àrab, amb algunes lletres afegides (vegeu alfabet persa), per bé que al Tadjikistan, des dels anys 30, coincidint amb importants campanyes d'alfabetització, s'hi adoptà l'alfabet ciríl·lic, en part per motius lingüístics (l'alfabet ciríl·lic, com l'alfabet llatí i l'grec, s'adapten millor a les llengües indoeuropees, amb més nombre de vocals que les semítiques) i en part per motius polítics. En aquella època el persa s'hi començà a anomenar-se tadjik.
Ha tingut força influència sobre les llengües veïnes, en particular sobre les llengües turqueses de l'Àsia central, el Caucas, el paixtu, el kurd i l'urdú. També ha exercit una influència menor sobre l'hindi, el panjabi, el saraiki i altres idiomes de l'Àsia meridional. Encara que amb menor grau, també ha influït en l'àrab, i en altres idiomes de Mesopotàmia; el seu vocabulari bàsic és d'origen persa mitjà. El persa modern conté una quantitat considerable d'elements lèxics de l'àrab, que es "persianitzà" i, sovint, va tenir un significat diferent i l'ús que l'àrab original. El vocabulari àrab en altres llengües iranianes, turques i índiques són, generalment, mots incorporats del persa. En general, la varietat de vocabulari àrab varia del 8,8% (2,4% amb freqüència) al Shahnameh, 14% en cultura material, 24% en l'apartat de vida intel·lectual i el 40% de l'activitat literària quotidiana. La majoria de les paraules en àrab de préstec del persa són sinònims de termes nadius, o poden ser, i moltes vegades han estat, glossades en formes natives perses.

## L'antiga religió persa: el zoroastrisme

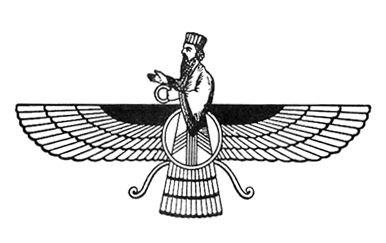
Faravahar (o Ferohar), un dels símbols principals del Zoroastrisme, es creu que és la imatge d'un Fravashi (un esperit guardià).

El zoroastrisme, mazdaisme o mazdeisme (culte d'Ahura Mazda) era la religió dels antics perses abans l'arribada de l'islam, basada en la doctrina predicada per Zoroastre a l'Iran. Actualment la segueixen encara els anomenats parsis.
El zoroastrisme va substituir el politeisme indoeuropeu per un culte monoteista, fonamentat en la saviesa moral: l'entitat creadora suprema (Ahura Mazda o Ormazd) engendra l'esperit del bé o principi de la Veritat (Spenta Mainyu) i l'esperit del Mal o principi de la Mentida (Angra Mainyu o Ahriman). Tots dos tenen els seus corresponents seguidors, sovint divinitats anteriors lleugerament transformades. Lluiten eternament pel domini del món i sobretot per a convèncer l'ésser humà, l'únic amb llibertat per triar, perquè segueixi un camí o l'altre. Aquest combat s'acabarà a la fi dels temps amb el triomf del bé i una purificació general pel foc.
El terme 'zoroastrisme' és una construcció moderna que, segons el diccionari Oxford, va aparèixer en primer lloc el 1874 a Principis de filologia comparada d'Archibald Sayce. A Occident, la primera referència a Zoroastre és atribuïda a Thomas Browne, que breument es refereix a ell en el seu llibre Religio Medici. El terme 'mazdeisme' probablement derivi de mazdayasna, una expressió composta de l'avèstic que combina l'últim element del nom Ahura Mazda i la paraula yasna, que vol dir devoció.
El zoroastrisme mantingué restes de l'antiga religió iraniana, com per exemple el paper central del foc i la llum (que esdevenen símbols del bé). Posteriorment, però, va esdevenir una religió ritualista on es van afegir elements judaics i budistes, i la seva essència monoteista es va anar diluint fins a convertir-se en una concepció quasi absolutament dualista.
L'Avesta és el conjunt de llibres sagrats d'aquesta religió, si bé només se'n conserva una part molt fragmentària.

### Desenvolupament històric
El rei Darios I (cap al 500 aC) fou probablement el primer a adoptar l'ensenyament de Zoroastre com a religió oficial. Sota els seus descendents, però, el zoroastrisme es barrejà amb les antigues creences politeistes, com ho reflecteixen els texts sagrats inclosos en aquella època anomenats Yasht. Aquest texts són lloances dirigides a deïtats menors.
Durant el regne d'Artaxerxes II (vers el 400 aC) es van construir els primers temples on es veneraven Ahura Mazda, Mitra i Anahita.
Sota els imperis d'origen grec i part (els selèucides i els arsàcides), el zoroastrisme es va mantenir al costat de nous cultes estrangers. Durant aquest període es van fer malbé una bona part dels texts que componien l'Avesta, perdent-se per sempre més.
Amb l'imperi Sassànida (226-651), el zoroastrisme esdevingué de nou la religió oficial de l'Estat. Durant aquesta època es va codificar el que restava de l'Avesta i l'ensenyament original va rebre certs canvis fonamentals. El principal va ser la transformació d'Ahura Mazda, que va passar de ser un principi creador abstracte i universal a la divinitat benèfica contraposada a Ahriman, la força malèfica.
El sacerdoci es va estructurar, amb un mobadhan mobadh (cap suprem) al capdavant, els mobadh (caps de districte) com a caps territorials i els moghan (mags) com a baix clergue. El mobadha mobadh era el principal dirigent espiritual i la segona personalitat de l'imperi després del rei, al que tenia el dret de coronar. L'Avesta era la seva guia escrita i Artaxerxes I en va escriure una edició completa per substituir a la reduïda que havia fet el rei Vologès I de Pàrtia (51-77). Sapor I va reunir vers el 325 un concili per fixar els cànons. Molta informació sobre l'organització de la religió es troba a la carta de Tansar al rei de Tabaristan, que està datada vers el 560 amb Còsroes I. Un dels màxims exponents de la filosofia zoroàstrica fou Adurbad
Amb l'arribada de l'islam, el zoroastrisme va desaparèixer gairebé del tot. Alguns dels seus practicants, anomenats avui dia "parsis", van fugir cap al subcontinent indi, enduent-se els fragments restants dels texts sagrats. Vers el 2006, els practicants del zoroastrisme eren uns 155.000.

## Societat
Entre la noblesa de l'època sassànida s'hi podien trobar les grans famílies senyorials, conegudes com a Vuzurgan (els grans). Els seus caps rebien el nom de Vaspuhran.

### La política persa de tolerància, i la seva benvinguda com alliberadors
A mesura que els perses anaven incorporant al seu imperi noves zones, mostraven polítiques molt tolerants. Els governs locals comptaven amb membres de les elits locals, els impostos generalment eren menors, els perses tenien una gran tolerància religiosa, i fins i tot van alliberar molts pobles sotmesos, com ara els hebreus que es trobaven deportats a Babilònia. En moltes zones on abans regnava l'anarquia dels perses també van ser benvinguts com els restauradors de les lleis. Les zones que es van caracteritzar pel suport als perses van ser sobretot Palestina, ja que els hebreus estaven feliços de tenir un govern que respectés i recolzés la seva religió, i també la zona de Síria, especialment les ciutats fenícies, que a més de ser respectades pels perses, aquests els van proporcionar nous mercats per terra i van donar suport al seu desenvolupament naval. També les zones de l'Àsia central es van mostrar addictes al govern persa, ja que quan l'imperi es va enfonsar aquestes zones van continuar la resistència contra Alexandre el Gran durant diversos anys.

### Característiques de l'administració persa
El sistema de govern era una monarquia absoluta hereditària on el rei era considerat la forma antropomòrfica de déu a la terra. El rei havia de ser el millor guerrer, com també el millor caçador. Disposava d'un exèrcit personal: els "Immortals".
Els governs perses es van caracteritzar pel seu despotisme militar; l'autoritat de l'emperador era absoluta, estava defensat i sostingut pels Immortals.
El govern persa va portar moltes novetats en matèria política i econòmica per a l'època, entre els quals:
- Tolerància religiosa i dels costums locals.
- Manteniment d'estructures administratives locals.
- Divisió del territori en satrapies que eren auditades cada any i el Sàtrapa era castigat si la població no estava contenta amb la seva gestió.
- Desgravament impositiu del comerç i baixa general de tots els impostos.
- Facilitament del comerç mitjançant la construcció de camins i de canals navegables a més de la unificació territorial que feia menys perillosos els viatges.
- Creació de reserves de moneda en diferents punts de l'imperi, i difusió del crèdit.
- Creació de guarnicions repartides per l'imperi que responien només a l'autoritat reial.
- Creació d'un sistema unificat de pesos i mesures.
- L'administració local es focalitzava en la manutenció dels camins i obres públiques, el combat a la delinqüència i la productivitat de l'agricultura.

Totes aquestes mesures van produir un auge en el comerç al llarg de l'imperi incentivant de gran manera el desenvolupament econòmic la qual cosa va aconseguir posar del costat persa algunes zones que originalment els rebutjaven i eren revoltoses com ara ciutats jònies.
Pel que fa al sistema d'administració de les províncies, anomenades satrapies, aquestes es componien de tres funcionaris: un general, un secretari i el cap de província.
Cadascun exercia un paper perquè no hi hagués corrupció en les seves colònies. A més un inspector reial hi solia passar cada determinat període per verificar que tot estigués en ordre dins de la província, i després n'informava al rei.

## Exèrcit persa
L'exèrcit persa es caracteritzava per dues coses: destresa i punteria. L'exèrcit personal es componia de soldats entrenats per a la batalla anomenats els "Immortals". Era un exèrcit de 10.000 homes; se'ls deia així perquè cada vegada que queia un era recanviat per un altre de la reserva, i els arquers a cavall, eren una especialitat dels perses que requeria una coordinació i habilitat excepcional, que combinava l'arqueria amb la cavalleria.
| «                  | En l'educació dels fills, que dura des dels cinc fins als vint anys, només els ensenyen tres coses: muntar a cavall, disparar l'arc i dir la veritat. | » |
| — Heròdot, CXXXVI. | |   |

L'organització de les províncies permetia el ràpid i eficaç reclutament de tropes.

## Zones hostils als perses
Les zones que més van rebutjar els perses van ser Jònia, Egipte, Mesopotàmia i Mèdia. Els jonis tenien una idiosincràsia diferent, basats en el model de ciutat estat grec (polis), en els primers anys es van revoltar constantment contra els perses però després amb l'auge econòmic es van transformar en súbdits lleials de l'imperi. A Mèdia també els perses van patir revoltes, davant el recel mede d'haver-se convertit d'amos a serfs, però la política persa de tolerància va rendir els seus fruits, quedant apaivagats els ànims. A Babilònia la població recordava els vells temps de glòria i per això la ciutat es va revoltar. Aquesta ciutat era el nucli agrícola i industrial de l'imperi i davant la revolta la repressió va ser tan brutal que mai més Babilònia es va alçar. A Egipte les causes de l'aixecament són similars, a més de comptar amb el suport dels grecs. Egipte es va revoltar en reiterades oportunitats i en totes després d'un temps va ser reconquerida pels perses.

## La debilitat de l'Imperi Persa
El principal punt feble de l'Imperi Persa era la seva organització militar. Tot i comptar amb un exèrcit i una marina incomparable en nombre, la seva organització i tàctiques deixaven molt a desitjar. L'exèrcit estava compost per un nucli d'elit que era la guàrdia personal de l'emperador, també anomenats els Immortals, i després a aquests se sumaven elements de tots els pobles dominats, no existien unitats estàndard sinó que era un exèrcit molt heterogeni. Aquest exèrcit gairebé no tenia tàctiques per combatre en formacions. Això contrastava amb els exèrcits grecs que eren en molts casos molt disciplinats i experimentats i a més tenien tàctiques de combat i equips molt superiors als perses. D'aquesta manera un petit nombre de grecs podia tenir a ratlla a un contingent persa molt superior com va quedar demostrat a la Batalla de les Termòpiles on set mil grecs, 300 d'ells espartans, els millors soldats grecs comandats pel seu rei Leònides van tenir a ratlla un exèrcit de dos-cents mil perses (segons Heròdot) durant les guerres mèdiques.